# Pere(t)c: tentativa de inventario
 Pere(t)c: tentativa de inventario es un libro de 2011 conformado por ensayos de diversos autores, referidos a la obra del escritor francés Georges Perec (1936-1982) y su relación con las artes visuales y los juegos formales. Además actúa como catálogo de la exposición homónima organizada por la Fundación Luis Seoane en La Coruña.
Fue editado en la colección Larva de MAIA Ediciones, bajo la dirección de Alberto Ruiz de Samaniego. Los autores de los artículos son los siguientes:
- Eric Beaumatin
- Túa Blesa
- Jesús Camarero
- Serge Fauchereau
- Jean-Luc Joly
- Bernard Magné
- José Manuel Mouriño
- Georges Perec
- Christelle Reggiani
- Alberto Ruiz de Samaniego
- Hermes Salceda
- Enrique Vila-Matas

Al final del libro se incluye una traducción al gallego de todos los artículos. El libro además incluye un disco compacto de los hermanos Torreznos, titulado Los segundos 1000 recuerdos, correspondiente a una grabación en castellano basada en la obra Me acuerdo de Perec.

## Estructura y contenido
Los distintos artículos del libro se listan a continuación. En medio de ellos se incluyen 75 fotografías de la exposición, del autor y de pinturas y personajes relacionadas con su obra.
| Título                                                                                                 | Autor                     | Tema |
| --- | ------------------------- | --- |
| «Ejercicios de stylo. Georges Perec o el arte del lugar»                                               | Alberto Ruiz de Samaniego | Sobre el uso del catálogo, la imagen, los espacios, la réplica y lo falso en la obra de Perec como formas de resguardar la memoria.                                             |
| «Un mehari verde»                                                                                      | Enrique Vila-Matas        | Sobre la predominancia del estilo por sobre la trama en la obra de Perec. |
| «La "novelas" del artista contemporáneo»                                                               | Jean-Luc Joly             | Sobre el uso de la imagen en La vida instrucciones de uso, como preludio al arte contemporáneo.                                                                                 |
| «Historia, identidad y creación: el sentido de la búsqueda formal en la obra de Georges Perec»         | Eric Beaumatin            | Sobre el sentido de los mecanismos de creación formales en la obra de Perec. |
| «Association Georges Perec»                                                                            |                           | Sobre la Association Georges Perec. |
| «Perec, investigador»                                                                                  | Túa Blesa                 | Sobre la investigación y retos estilísticos como acciones explícitas en la obra de Perec.                                                                                       |
| «Peintureescriture»                                                                                    | Bernard Magné             | Sobre la pintura en las obras de Perec. |
| «Perec & Oulipo»                                                                                       | Jesús Camarero            | Sobre Oulipo y el Perec oulipiano. |
| «Actualizaciones ficcionales y valores semánticos de la letra en La Disparition»                       | Hermes Salceda            | Sobre los valores semánticos del «blanco» en la novela El secuestro. |
| «De la literatura considerada como una de las Bellas Artes (La obra de Perec y el arte contemporáneo)» | Christelle Reggiani       | Sobre la influencia de la obra de Perec en las artes contemporáneas, y sobre el estilo de su escritura.                                                                         |
| «Cartografiado a Duermevela: Combray - Auschwitz - Calle Vilin. El cine de Georges Perec»              | José Manuel Mouriño       | El cine de Perec a partir de su contexto histórico-familiar y artistas afines.                                                                                                  |
| «Esto no es un muro»                                                                                   | Georges Perec             | Sobre las fotografías de trampantojos de la artista Cuchi White y los trampantojos en general.                                                                                  |
| «Defensa de Klee»                                                                                      | Georges Perec             | Fuerte crítica a la pintura abstracta, dentro de la cual empero destaca al pintor Paul Klee.                                                                                    |
| «Fotografías y un viaje a Polonia de Georges Perec y Serge Fauchereau»                                 | Serge Fauchereau          | Sobre el viaje a Polonia oriental de Perec, su amigo Fauchereau y el otro escritor Claude Roy, pocos meses antes de su muerte, y el registro fotográfico dejado por Fauchereau. |

A continuación de los artículos se incluye la sección «Pere(t)c. Imágenes de la exposición», conformada por 90 fotografías adicionales de la exposición, con pies de página y sugerentes extractos de sus obras referidos a las correspondientes imágenes. Entre estas fotografías se incluyen trabajos visuales y esculturas de los artistas Anne Heyvaert, Peter Stämpfli, Gérard Guyomard, Jean-Luc Parant, Alfonso Berridi e Ignasi Aballí.
Luego de estas fotografías y antes de las traducciones de los artículos al gallego (marcados con un cambio grisáceo en la coloración de las páginas), se incluyen seis anagramas del artista Eduardo Scala, titulados «Perec per se» y que juegan con las palabras «Georges» y «Perec». El libro acaba con una breve descripción de cada uno de los autores de los artículos.

### Procedencias
1. ↑  Vila-Matas, Enrique (24 de mayo de 2008). Café Perec. El País. Consultado el 18 de agosto de 2014.
2. ↑  Magné, Bernard (1986). «PEintuRECriture». Transpositions (en francés) (Universite de Toulouse-le Mirail. Service des Publications). A (38). ISBN 2-85816-072-4. ISSN 0240-2009.
3. ↑  Perec, Georges; White, Cuchi (fotografía) (1981). «Ceci n'est pas un mur». L'oeil ébloui (en francés) (París: Chêne-Hachette).
4. ↑  Transcripción de una conferencia impartida por Perec el 19 de agosto de 1959.[24]